# Sandra Temporelli
Sandra Temporelli (Montreuil-sous-Bois, 25 de enero de 1969) es una deportista francesa que compitió en ciclismo de montaña en la disciplina de campo a través. Ganó una medalla de plata en el Campeonato Mundial de Ciclismo de Montaña de 1999, en la prueba por relevos.

## Palmarés internacional
| Campeonato Mundial | Campeonato Mundial | Campeonato Mundial | Campeonato Mundial         |
| Año                | Lugar              | Medalla            | Competición                |
| ------------------ | ------------------ | ------------------ | -------------------------- |
| 1999               | Åre (Suecia)       | Medalla de plata   | Campo a través por relevos |